# Belet-Ili Corona
La Belet-Ili Corona è una struttura geologica della superficie di Venere.